# سولفر سبرينغز
سولفر سبرينغز (بالإنجليزية: Sulphur Springs)‏ هي مدينة ومقر مقاطعة هوبكنز بولاية تكساس في الولايات المتحدة. بلغ عدد سكان المدينة 15,449 نسمة بحسب تعداد عام 2010. تقع سولفر سبرينغز على الطرف الغربي من منطقة شمال شرقي تكساس.

## التركيبة السكانية
حدّد مكتب تعداد الولايات المتحدة بيانات التركيبة السكانية لسولفر سبرينغز في تعداد الولايات المتحدة. في ما يلي، التركيبة السكانية حسب تعدادي 2000 و2010.

### تعداد عام 2000
بلغ عدد سكان سولفر سبرينغز 14,551 نسمة بحسب تعداد عام 2000، وبلغ عدد الأسر 5,780 أسرة وعدد العائلات 3,858 عائلة مقيمة في المدينة. في حين سجلت الكثافة السكانية 234.9 نسمة لكل كيلومتر مربع (608.4/ميل2). وبلغ عدد الوحدات السكنية 6,492 وحدة بمتوسط كثافة قدره 104.8 لكل كيلومتر مربع (271.4/ميل2).
وتوزع التركيب العرقي للمدينة بنسبة 79.51% من البيض و14.27% من الأمريكيين الأفارقة و0.69% من الأمريكيين الأصليين و0.40% من الأمريكيين ذوي الأصول الآسيوية و0.06% من سكان جزر المحيط الهادئ و3.69% من الأعراق الأخرى و1.37% من عرقين مختلطين أو أكثر و8.19% من الهسبانيون أو اللاتينيون من أي عرق.
بلغ عدد الأسر 5,780 أسرة كانت نسبة 35.5% منها لديها أطفال تحت سن الثامنة عشر تعيش معهم، وبلغت نسبة الأزواج القاطنين مع بعضهم البعض 50% من أصل المجموع الكلي للأسر، ونسبة 13.2% من الأسر كان لديها معيلات من الإناث دون وجود شريك، بينما كانت نسبة 3.6% من الأسر لديها معيلون من الذكور دون وجود شريكة وكانت نسبة 33.3% من غير العائلات. تألفت نسبة 29.4% من أصل جميع الأسر من عدة أفراد يعيشون في نفس المنزل ونسبة 14.7% كانت تتألف من شخص يعيش بمفرده يبلغ من العمر 65 عاماً أو أكثر. وبلغ متوسط حجم الأسرة المعيشية 2.44، أما متوسط حجم العائلات فبلغ 3.02.
بلغ العمر الوسطي للسكان 36.4 عاماً. وكانت نسبة 25.9% من القاطنين تحت سن الثامنة عشر، وكانت نسبة 8.8% بين الثامنة عشر والرابعة والعشرين عاماً، ونسبة 26.3% كانت واقعةً في الفئة العمرية ما بين الخامسة والعشرين والرابعة والأربعين عاماً، ونسبة 20.6% كانت ما بين الخامسة والأربعين والرابعة والستين، ونسبة 15.4% كانت ضمن فئة الخامسة والستين عاماً فما فوق. يوجد لكل 100 أنثى 89.2 ذكر، ويوجد لكل 100 أنثى في الثامنة عشر من عمرها فما فوق 83.8 ذكر.
بلغ متوسط دخل الأسرة في المدينة 30,403 دولارًا، أما متوسط دخل العائلة فبلغ 36,802 دولارًا. وكان متوسط دخل الذكور 29,559 دولارًا مقابل 21,179 دولارًا للإناث. وسجل دخل الفرد الخاص بالمدينة 16,662 دولارًا. وكانت نسبة 12.6% من العائلات ونسبة 16.4% من السكان تحت خط الفقر، وكان من هؤلاء نسبة 20.6% تحت سن الثامنة عشر ونسبة 14.3% في الخامسة والستين من العمر وما فوق.

### تعداد عام 2010
بلغ عدد سكان سولفر سبرينغز 15,449 نسمة بحسب تعداد عام 2010، وبلغ عدد الأسر 5,959 أسرة وعدد العائلات 3,987 عائلة مقيمة في المدينة. في حين سجلت الكثافة السكانية 249.4 نسمة لكل كيلومتر مربع (645.9/ميل2). وبلغ عدد الوحدات السكنية 6,654 وحدة بمتوسط كثافة قدره 107.4 لكل كيلومتر مربع (278.2/ميل2).
وتوزع التركيب العرقي للمدينة بنسبة 75.07% من البيض و12.70% من الأمريكيين الأفارقة و0.52% من الأمريكيين الأصليين و0.52% من الأمريكيين ذوي الأصول الآسيوية و0.09% من سكان جزر المحيط الهادئ و8.33% من الأعراق الأخرى و2.76% من عرقين مختلطين أو أكثر و15.92% من الهسبانيون أو اللاتينيون من أي عرق.
بلغ عدد الأسر 5,959 أسرة كانت نسبة 35.1% منها لديها أطفال تحت سن الثامنة عشر تعيش معهم، وبلغت نسبة الأزواج القاطنين مع بعضهم البعض 46.1% من أصل المجموع الكلي للأسر، ونسبة 15.5% من الأسر كان لديها معيلات من الإناث دون وجود شريك، بينما كانت نسبة 5.3% من الأسر لديها معيلون من الذكور دون وجود شريكة وكانت نسبة 33.1% من غير العائلات. تألفت نسبة 28.4% من أصل جميع الأسر من عدة أفراد يعيشون في نفس المنزل ونسبة 11.9% كانت تتألف من شخص يعيش بمفرده يبلغ من العمر 65 عاماً أو أكثر. وبلغ متوسط حجم الأسرة المعيشية 2.53، أما متوسط حجم العائلات فبلغ 3.10.
بلغ العمر الوسطي للسكان 36.2 عاماً. وكانت نسبة 26% من القاطنين تحت سن الثامنة عشر، وكانت نسبة 9.5% بين الثامنة عشر والرابعة والعشرين عاماً، ونسبة 25.3% كانت واقعةً في الفئة العمرية ما بين الخامسة والعشرين والرابعة والأربعين عاماً، ونسبة 23.7% كانت ما بين الخامسة والأربعين والرابعة والستين، ونسبة 15.5% كانت ضمن فئة الخامسة والستين عاماً فما فوق. وتوزع التركيب الجنسي للسكان بنسبة 47.9% ذكور و52.1% إناث.

## أعلام
- كينان كلايتون
- كولين هوفر
- جون د. تشيري
- تيكس ويلسون
- تشارلز موسلي
- ديفيد بوكس